# 北沈遗址
北沈遗址，位于山东省淄博市淄川区寨里镇北沈村，是中华人民共和国山东省文物保护单位之一。
2006年12月7日，授予山东省文物保护单位，是一座古遗址。